# Folk
Folk [foʊk] (von englisch folk „Volks-“; gemeint ist die Volkskultur oder Folklore in Bezug auf Musik) oder Folkmusik ist insbesondere in Nordamerika und Europa ein Genre der populären Musik. Melodien und Texte traditioneller Volksmusik (nicht: Volkstümliche Musik) werden neu arrangiert oder stilistisch nachgeahmt. Die Instrumente sind meist traditionell akustisch wie Gitarre, Fidel, Flöte oder Dudelsack.

## Begriff
Die englischsprachige Bezeichnung für traditionelle Volksmusik bekam eine neue Bedeutung, als in den USA ab den 1920er Jahren mit der Entstehung moderner Massenmedien wie Radio und Schallplatte regionale, meist ländliche Musikkulturen landesweit beliebt wurden und sich in der Folgezeit zu überregionalen, eigenständigen Musikformen wie dem Jazz und Country entwickelten.

### Herkunft
Der Begriff Folk wurde unter dem Einfluss der US-amerikanischen urbanen Folk-Bewegung in den 1950er und 1960er Jahren in die deutsche Sprache übernommen. Die Popularität des nordamerikanischen, urbanen Folkrocks in den 1960er Jahren löste auch in Europa ein großes Interesse an eigenen musikalischen Traditionen aus. Besonders seit den 1960er Jahren, einer Zeit des gesellschaftlichen Umbruchs in den USA (schwarze Bürgerrechtsbewegung, Anti-Vietnamkriegsbewegung und seit etwa 1970 auch die Frauenrechtsbewegung), lag das Augenmerk des Folkrocks auf den politischen und sozialen Problemen dieser Zeit. Daraus hat sich in Deutschland beispielsweise der Politrock entwickelt. Mit dem Abflauen der politischen Bewegungen in den 1970er Jahren verschob sich auch die Bedeutung der Folkmusik zur Unterhaltungsmusik wie dem Irish Folk. Heutzutage findet auf zahlreichen Festivals ein reger internationaler Austausch statt und Folkmusik ist sowohl in Produktion, Vertrieb als auch Konsum nicht mehr auf einzelne Staaten oder Regionen beschränkt.

### Definitionen und Abgrenzung
Eine einheitliche Definition des Folk-Begriffs existiert nicht. Das Verständnis ist in Nordamerika und Europa unterschiedlich. Im Englischen umfasst der Terminus Folk Music einerseits traditionelle Musik (Volkslied, Volksmusik) und andererseits moderne Popularmusik. Letztendlich bestimmen Musiker, Fans und die Musikpresse, was den Begriff ausmacht. Dabei lassen sich drei verschiedene Schwerpunkte unterscheiden:
- Folkmusik als moderne Form traditioneller Volksmusik,
- Folkmusik als zusammenfassende Bezeichnung verschiedener Stilrichtungen der nordamerikanisch geprägten Popularmusik,
- Folkmusik als ein Genre der internationalen Popularmusik, das sich stilistisch an traditioneller Volksmusik orientiert.

Die darin angelegten Gegensätze – wie die Frage, ob städtische oder nicht-städtische Kultur vertreten sind – erschweren ein einheitliches Verständnis. Moderne Folkmusik hat abgesehen von ihrer musikalischen und stilistischen Inspiration durch traditionelle Volksmusik mit dieser nichts mehr gemeinsam.
Folk grenzt sich als Bestandteil der modernen Populärkultur von volkstümlicher Musik und Weltmusik ab. Die Grenzen zur Weltmusik sind fließend. Obwohl sich der Mainstream der Folkmusik auf europäische Traditionen bezieht und damit vom außereuropäischen Traditionsbezug der Weltmusik absetzt, sind asiatische, afrikanische und andere Musikstile ebenso Bestandteil. Ebenso bewegen sich zahlreiche Gruppen in den Zwischenbereichen zu anderen Musikrichtungen wie Rock, Country, Jazz und Techno. Weitere verwandte Begriffe sind Folkrock, Roots Music, Americana, Vernacular Music, Poplore und Filk. Auch einige Liedermacher werden als Folkmusiker bezeichnet.

## Geschichte

### Anfänge
Ab 1765 erschienen die Reliques of Ancient British Poetry als Überarbeitung und Ergänzung einer um 1650 entstandenen Handschrift populärer Lieder. Als Folge dieser Veröffentlichung wurde über England hinaus das Interesse für traditionelles Liedgut geweckt. In Deutschland veröffentlichte Johann Gottfried Herder 1778/79 Volkslieder nebst untermischten anderen Stücken und prägte den Begriff Volkslied. Da die Melodien allseits bekannt waren und für Herder weniger interessant, wurden nur die Texte abgedruckt. Entsprechende Melodien finden sich jedoch in Friedrich Nicolais satirischer Publikation Eyn feyner kleyner Almanach Vol schönerr echterr liblicherr Volckslieder, der bereits ein Jahr vorher erschien. Joseph Haydns Musik bezieht zahlreiche Melodien und Ideen aus der Volksmusik Österreichs, Kroatiens und der Roma.
Der englische Begriff Folksong entsprach dem deutschsprachigen Volkslied. Europaweit beschäftigten sich im 19. Jahrhundert Historiker, Musik- und Literaturwissenschaftler mit der Erfassung traditioneller Musik und Kultur. Auch die klassische Musik griff nationale Traditionen auf, beispielsweise bei Schubert, Bizet, Smetana und Sibelius.
In der zweiten Hälfte des 19. Jahrhunderts entwickelt sich mit der Öffnung der klassischen Musik für eine breitere bürgerliche und urbane Hörerschaft der Schlager; frühe Beispiele sind der Wiener Walzer und die Operette. Die deutsche Schlagermusik bleibt bis in die 1960er Jahre bestimmend für den deutschsprachigen Musikmarkt, bis sie – trotz Anpassung an neue Hörgewohnheiten (zum Beispiel Öffnung für fremdsprachige Interpreten und Texte in den 1960er Jahren) – von Rockmusik und Neuer Deutscher Welle verdrängt und heute dem Bereich der volkstümlichen Musik zugeordnet wird.

### Nordamerika bis 1920
Die frühe amerikanische Folkmusik entwickelte sich aus den überwiegend ländlichen, musikalischen Traditionen der Einwanderer. Die traditionelle Musik der indianischen Bevölkerung spielte dabei keine Rolle. Hier sind als Beispiele zu nennen
- die Musik Québecs mit überwiegend bretonischen Ursprüngen,
- die davon abstammende frankophone Cajun-Musik in Louisiana,
- unter der afroamerikanischen Bevölkerung die Worksongs und der Negro Spiritual (ab dem 17. Jahrhundert) sowie der sich daraus entwickelnde Black Gospel,
- in den westlichen Expansionsgebieten entstand im 19. Jahrhundert die Western Music.

Um die Wende zum 20. Jahrhundert entstehen zahlreiche der heute bekannten Genres:
- Zydeco entstand Anfang des 20. Jahrhunderts in den afroamerikanischen Gemeinden und übernimmt Elemente der Cajun-Musik
- der Blues der afroamerikanischen Gesellschaft wird ein wichtiger Vorläufer der nordamerikanischen populären Musik (Soul, Jazz und Rock),
- Ragtime und der New Orleans Jazz,
- die Hapa-haole-Musik Hawaiis wird ab 1900 auf dem amerikanischen Festland populär – vorangegangen war im 19. Jahrhundert die Verbindung einheimischer Traditionen mit denen der Einwanderer und die Herausbildung eines eigenständigen Stils.

In dieser Epoche waren Minstrels und Vaudevilles wichtig für die Verbreitung der traditionellen Musik, die sonst oft nur im erweiterten familiären Kreis gespielt wurde.

### Rundfunk und Schallplatte (1920–1940)

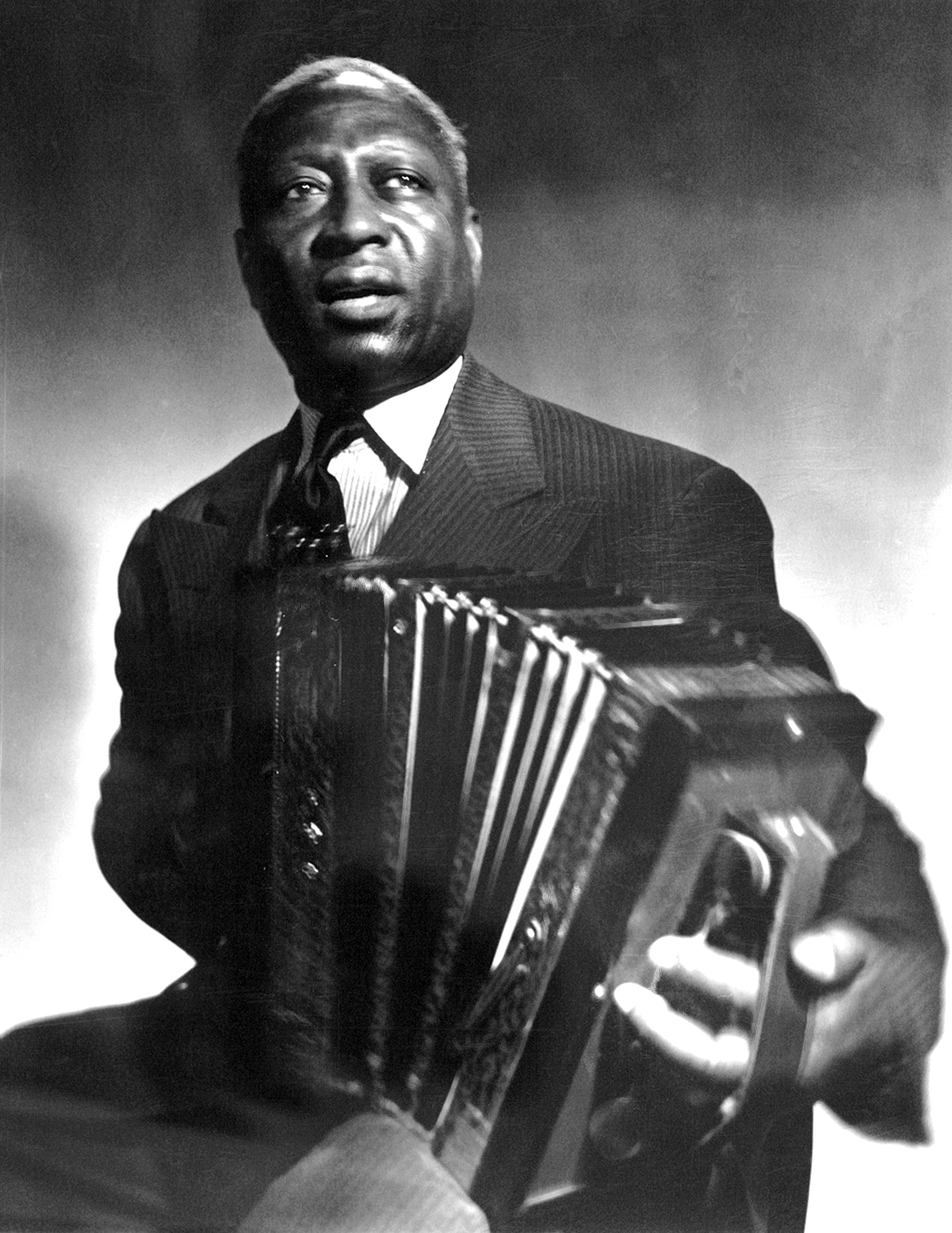
Leadbelly mit Akkordeon

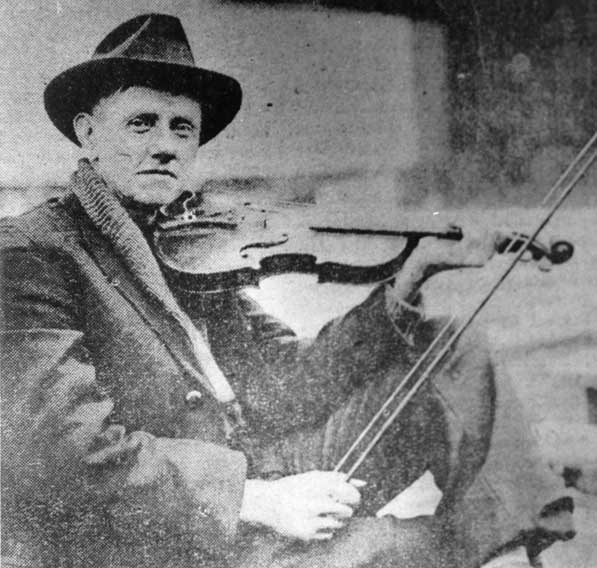
Fiddlin’ John Carson

Kurz darauf entstand durch die aufkommende Schallplattenindustrie und den Rundfunk ein neues Interesse an regionalen Musiktraditionen und diese wurden dadurch auch einem neuen Publikum zugänglich. In diese Epoche fällt bereits der Erfolg der Hillbilly-Musik (später auch Old-Time Music genannt) der Blue Ridge Mountains in den südlichen Appalachen mit ihren europäischen Wurzeln. Die Region besingt unter anderem John Denver 1971 in dem Country-Hit Take Me Home, Country Roads. Die Original Dixieland Jass Band veröffentlichte 1917 die erste Jazzschallplatte. Weitere erste erfolgreiche Schallplattenaufnahmen waren 1920 Mamie Smiths Crazy Blues und 1923 Fiddlin’ John Carsons Hillbilly-Stücke Little Old Log Cabin in the Lane und The Old Hen Cackled. Beide wurden von Ralph Peer aufgenommen und produziert. Die Stadt Nashville im US-Bundesstaat Tennessee etablierte sich früh als Zentrum der Medienindustrie. Legendär ist die von dort seit 1925 wöchentlich ausgestrahlte Liveshow Grand Ole Opry. Die Bristol Sessions von 1927 markieren die Geburtsstunde der Country-Musik mit ihren ersten Stars Jimmie Rodgers und The Carter Family. Die Library of Congress richtete 1928 das Archive of American Folk Song ein – 1976 aufgegangen im American Folklife Center. Der erste Leiter war Robert Winslow Gordon. 1931 folgte ihm John Lomax in dieser Funktion, der ebenso Schüler von George Lyman Kittredge war und dessen Sohn Alan Lomax ebenfalls für das Archiv arbeitete. Zahlreiche Aufnahmen des Archivs stammen von Bascom Lamar Lunsford, der als Organisator des The Mountain Dance and Folk Festival (jährlich ab 1927) weithin bekannt war. John Lomax machte ab 1933 den Bluesmusiker Leadbelly bekannt.
Der Erfolg des Hillbilly ließ zahlreiche Bands entstehen und bekannt werden. Ab 1937 entwickelten Bill Monroes Blue Grass Boys den Bluegrass aus der Hillbilly-Musik. Weitere wichtige frühe Vertreter dieser Musik sind The Stanley Brothers und Earl Scruggs. In dieser frühen Zeit lagen die Zentren der Folkmusik in den südlichen Regionen der Ostküste.

### Folkrevival und Entwicklung zum Folkrock (1940–1970)
In den anschließenden Jahrzehnten entwickelte die US-amerikanische Folkmusik eigenständige Texte und Melodien – unter Beibehaltung der traditionellen Bezüge. Der erste Poet der Folkmusik war Woody Guthrie (verfilmt 1976 mit David Carradine als Woody Guthrie), der in den 1930er und 1940er Jahren vor allem über die Situation der Menschen während der Weltwirtschaftskrise sang. Sein Lied This Land Is Your Land ist heute fester Bestandteil US-amerikanischer Kultur. Er popularisierte den Talking Blues als Form des Sprechgesangs. Ebenso von Bedeutung war sein Freund und Kollege Cisco Houston. 1940 lernte er Pete Seeger kennen und schrieb mit ihm einige am Folk orientierte Gewerkschaftslieder. In den späten 1940er Jahren wurden die Weavers und Pete Seeger immens populär. Pete Seeger wurde mit Liedern wie We Shall Overcome und Where Have All the Flowers Gone (deutsch: Sag mir, wo die Blumen sind) als erster Folksänger auch international weit bekannt. Ebenso griff er auch die Folklore anderer Länder auf. Das urbane New York etablierte sich ab 1940 als Zentrum dieser emanzipierten Folkmusik; Folkways Records war ein wichtiges Plattenlabel. Die dieser neuen Musik zu Grunde liegende Idee, die traditionelle Musik der europäischen Einwanderer zu nutzen, um ihrem Denken und Fühlen Ausdruck zu verleihen, führten teilweise auch zur Verfolgung durch den McCarthyismus.
In den 1950er Jahren begannen sich in den USA immer mehr junge Menschen meist aus der weißen Mittelschicht für die Rootsmusik – Folk, Blues und Country – ihres Landes zu interessieren, deren Elemente sich immer häufiger zu mischen begannen. Das wichtigste amerikanische Ereignis war das Newport Folk Festival, das ab 1959 jährlich stattfand.
Mit der Entfaltung der Rockmusik in den 1960er Jahren erlebte auch der Folk in der Form des Folkrock eine Blüte und internationale Popularität. Die zentrale Rolle des Textes machte ihn geeignet für die Protestsongs der verschiedenen sozialen Bewegungen. Beispielhaft ist die Entwicklung Bob Dylans – der mit Blowin’ in the Wind eine Hymne dieser Zeit komponierte – vom Folk- zum Rockmusiker in dieser Zeit. Andere international bekannte Musiker des amerikanischen Folkrocks sind Joan Baez, Phil Ochs und Arlo Guthrie, der Sohn von Woody Guthrie. Zunächst war der Folkrock umstritten, wie Bob Dylans Einsatz einer elektrischen Gitarre auf dem Newport Festival 1965 zeigte. Dafür wurde er vom Publikum ausgebuht. Mit dem Ende der Ära des Folkrevival fand das Festival ab 1971 nicht mehr statt und wurde erst 1985 wiederbelebt.

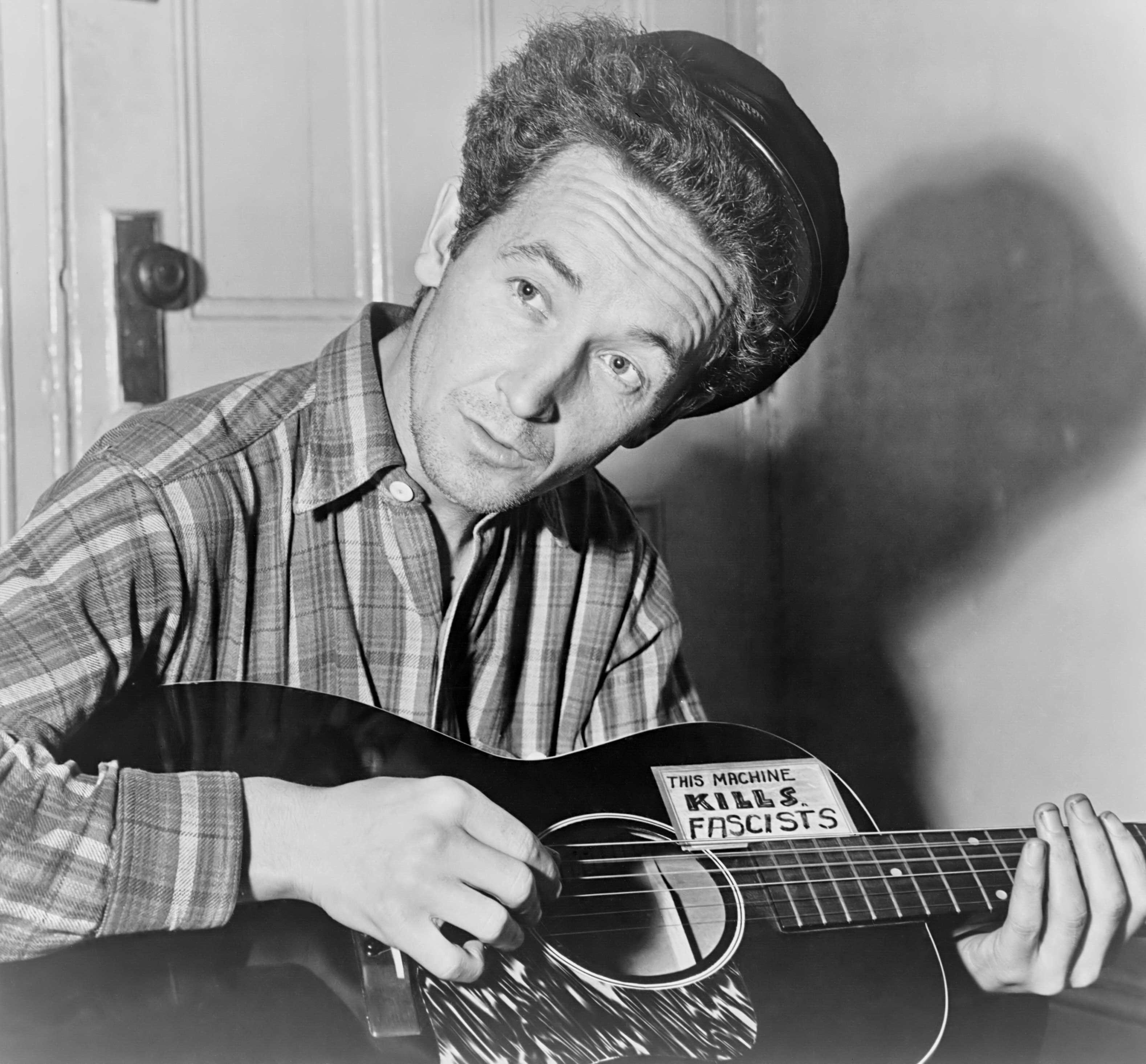
Woody Guthrie, wahrscheinlich in den 1940ern. Auf der Gitarre steht: „This Machine Kills Fascists“ („Diese Maschine tötet Faschisten“).
- Hörbeispiel: This Land Is Your Land (Aufnahme von 2007)
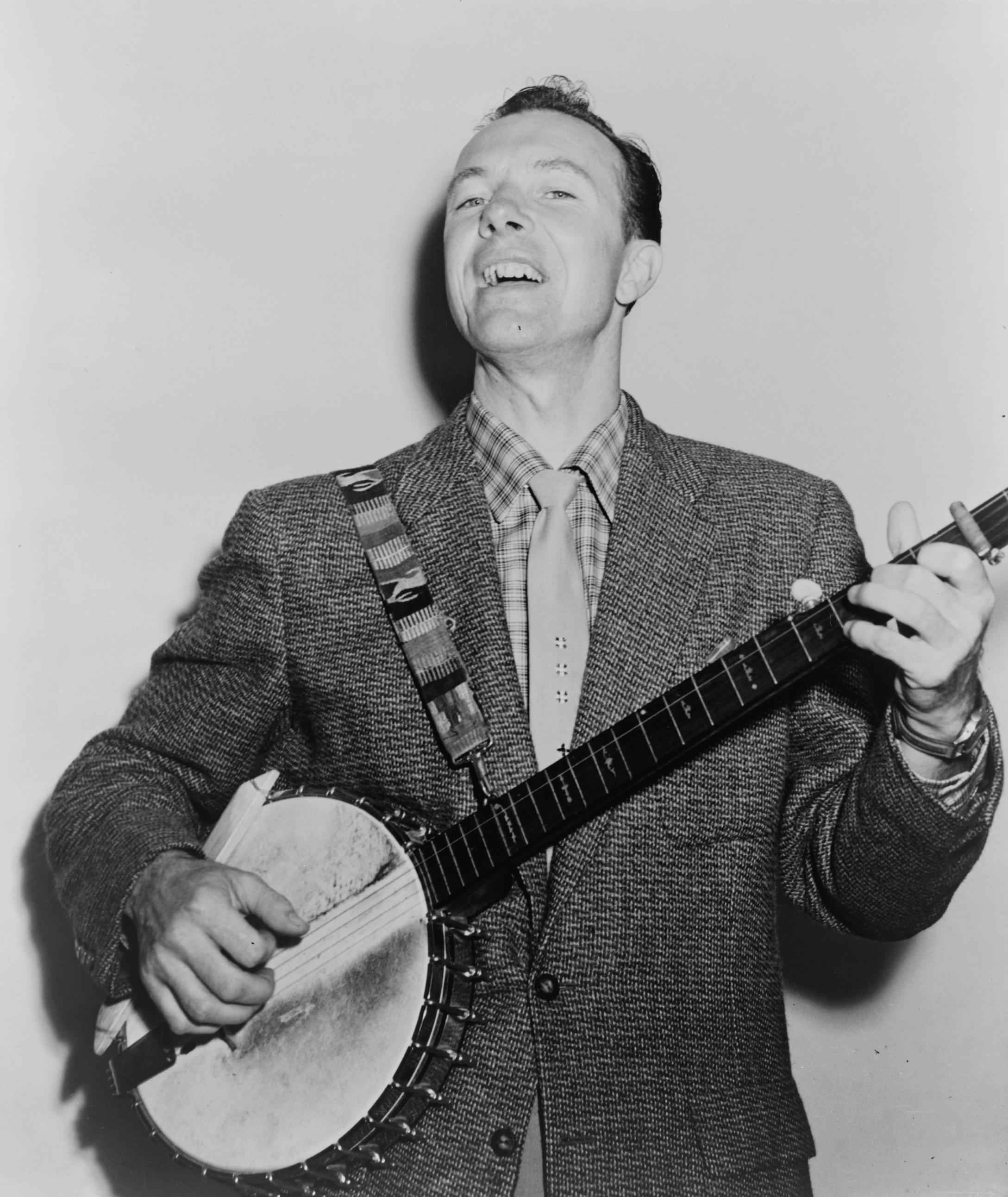
Pete Seeger 1955
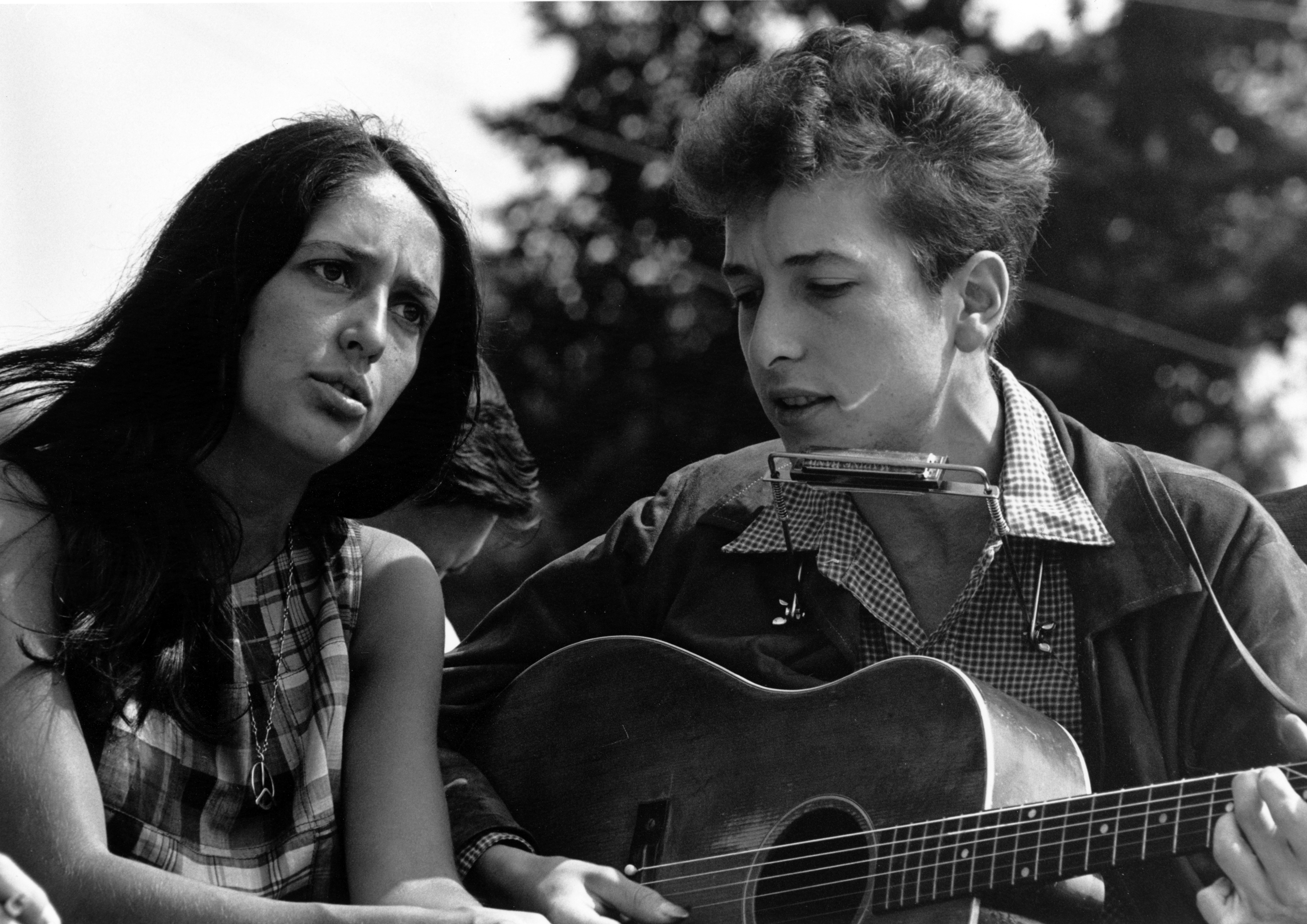
Joan Baez und Bob Dylan auf dem Civil Rights March nach Washington D. C., am 28. August 1963

### Folkmusik in Europa (ab 1970)

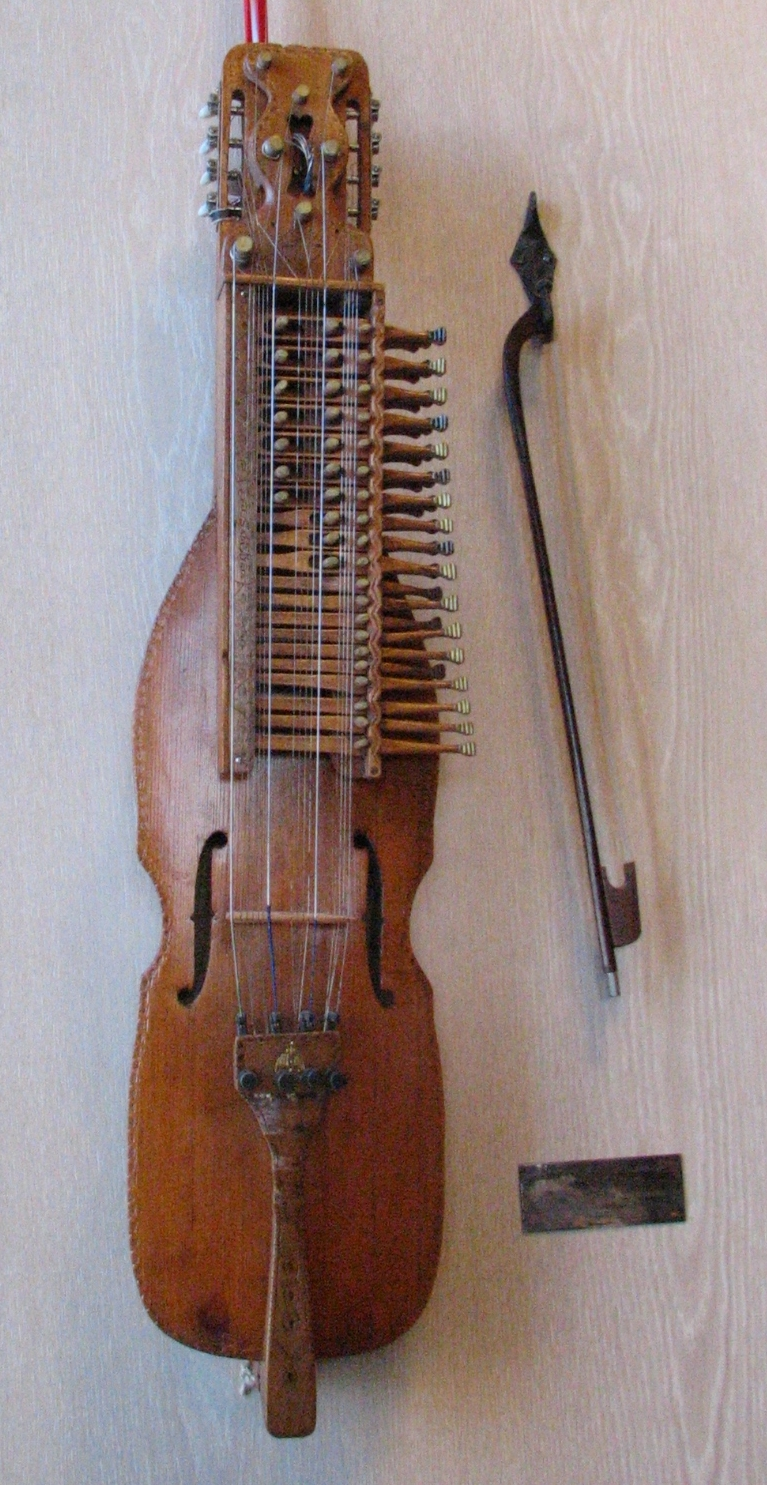
Die schwedische Nyckelharpa war nur noch wenig in Gebrauch, als sie durch das Folkrevival als Instrument international bekannt wurde

Die internationale Popularität des amerikanischen Folkrocks weckte auch in Europa das Interesse an den eigenen Traditionen der Volksmusik. Im Unterschied zu den USA war die Popularität überwiegend nicht politisch begründet. Bekannte Bands und Musiker dieser Zeit sind Steeleye Span und Fairport Convention in England, Alan Stivell und Tri Yann in Frankreich (Bretagne) sowie die City Preachers (bereits ab 1965), Ougenweide und Zupfgeigenhansel in Deutschland.
In den 1980er Jahren und danach nahm die Popularität weiter zu. Regionale lebendige musikalische Traditionen werden international bekannt – allen voran der Irish Folk mit Bands wie The Chieftains und The Dubliners. Die Bands spielten zunehmend auch Arrangements im Stile alter Traditionen, beispielsweise Blowzabella aus England. Ebenso wurde versucht, neue Klangfarben und Instrumentensounds in die Musik zu integrieren; ein früher Vorläufer dieser Entwicklung ist der Psychedelic Folk der Incredible String Band.

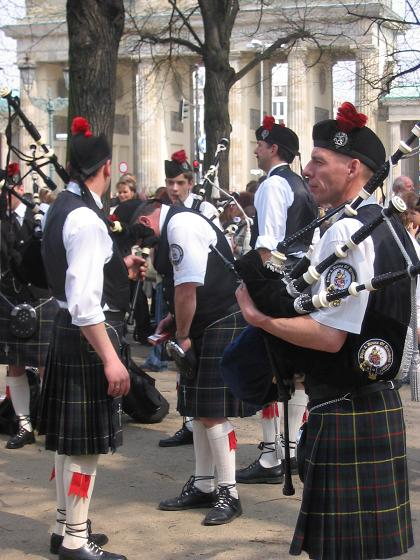
Folklorismus ist ein fester Bestandteil der Folkmusikszene: Pipes & Drums of Brunswiek in Berlin im April 2005

Ebenso kommt es zur Wiederbelebung lokaler Traditionen durch die Popularität der Folkmusik. In der Bretagne macht beispielsweise die Musik Ar Re Yaouanks das Fest-noz wieder populär. Ebenso ist die Folkmusik mit der Entstehung neuer Traditionen verknüpft, beispielsweise mit den Mittelaltermärkten in der Bundesrepublik. Eigenständige Schwerpunkte der internationalen Folkmusik bilden Irland, England, Skandinavien, die Länder des Balkans, die Bretagne und das übrige Frankreich.

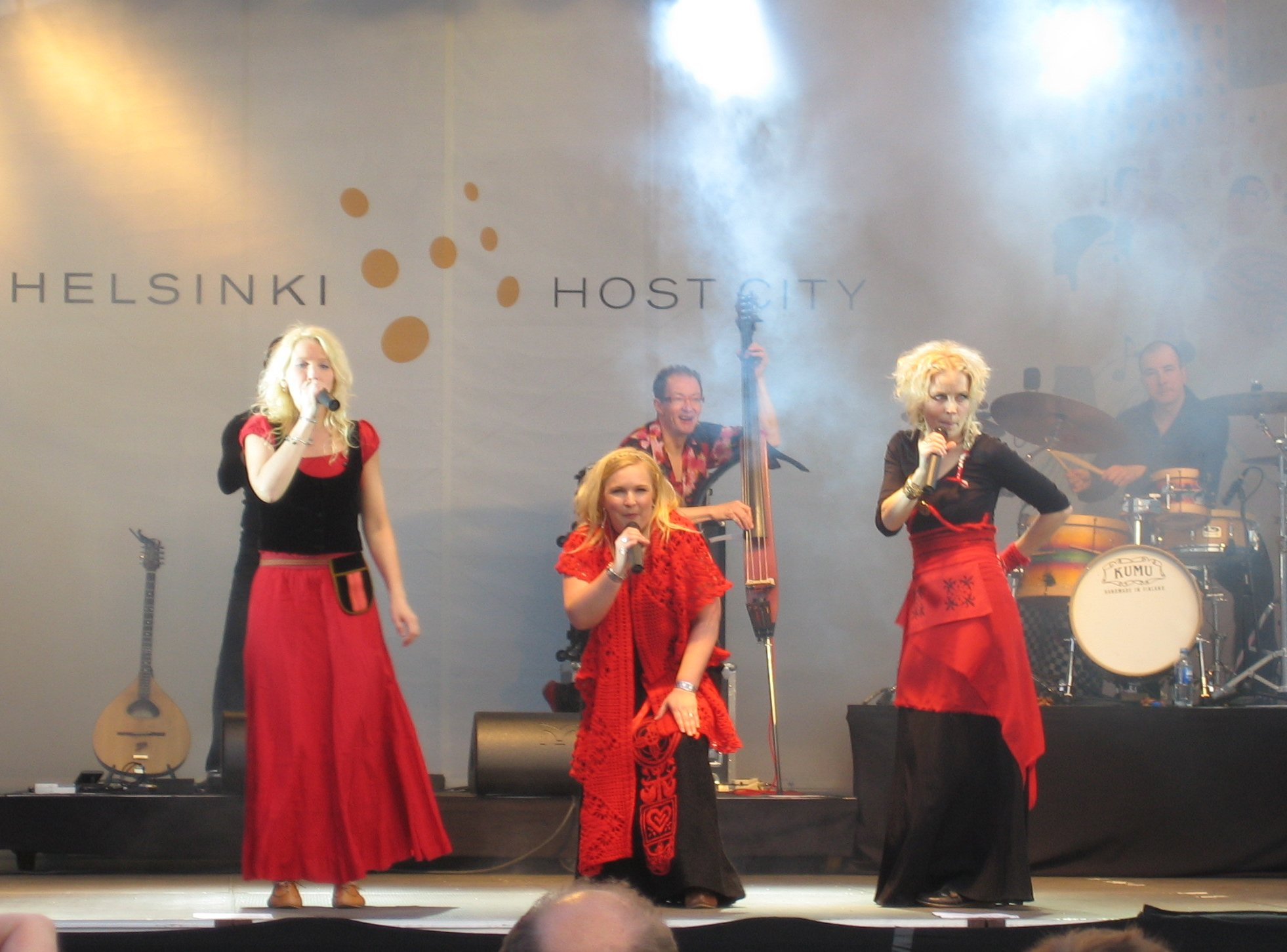
Die finnische Folkband Värttinä war in ihrer Heimat in den Popcharts vertreten

In den 1990er Jahren betrifft die zunehmende Auflösung der Grenzen zwischen verschiedenen Stilen der Popmusik und die Verbreitung des Crossover auch die Folkmusik; insbesondere hinsichtlich Rock, Techno und Jazz. Hieraus entstanden Musikrichtungen wie Folk Metal, Folk-Punk, Neofolk und Anti-Folk sowie eine Mischung aus Folk und Hip-Hop, die beispielsweise von Lecker Sachen aus Köln betrieben wurde.
Heute ist Folkmusik im popkulturellen Mainstream eher eine Randerscheinung, aber Elemente der Folkmusik leben in anderen Musikrichtungen fort, wie in der Country-Musik. In Deutschland hat amerikanisch, englisch, irisch, französisch und skandinavisch geprägter Folk als Nischenkultur viele Anhänger.

### Folkmusik in Deutschland nach 1945
Die Folkmusikszene in Deutschland unterscheidet sich von der vieler europäischer Länder erheblich. Sie ist bis heute von einer Distanz zu den deutschen Traditionen geprägt, die seit dem Ende des „Dritten Reiches“ besteht. Das europäische Folkrevival ist in Deutschland eher ein Neuanfang und bedingt durch die Teilung Deutschlands verlief die Entwicklung über lange Zeit im Ost- und Westteil des Landes getrennt und es fehlt ihr der Bezug auf die eigenen deutschen Traditionen. Nach der Zäsur der Nazidiktatur und ihrer ideologischen Vereinnahmung kultureller Traditionen ist der Bezug auf das musikalische nationale Erbe wenig populär. Hinzu kommt die Vernichtung des jüdischen kulturellen Lebens in Deutschland in der Folge des Holocaust. Eine Ausnahme bildet die klassische Musik, die durch ihre weltweite Rezeption ihre Bedeutung bis heute behalten hat und mit Carl Orffs Carmina Burana auch ein wichtiges Werk mit Bezug auf mittelalterliche Dichtung umfasst. Auch bildet regional der süddeutsche bzw. alpenländische Raum eine Ausnahme, die prägend ist für die internationale Wahrnehmung deutscher traditioneller Musik. Im Osten Deutschlands zeichneten sich vor allem das Erzgebirge und das Vogtland durch regionale Traditionen aus. Klassische, nationale Volkslieder wie Der Mond ist aufgegangen – das Herbert Grönemeyer immer zum Abschluss seiner Livekonzerte spielt – oder Franz Schuberts Heidenröslein sind durch die Schulbildung bekannt, jedoch wenig populär.
Erst mit der Popularität des amerikanischen Folkrock begann eine Entwicklung, sich neue Zugänge zu den eigenen Traditionen zu erschließen. Wie auch in anderen europäischen Ländern entstand die Szene in Deutschland unter dem Einfluss der US-amerikanischen Protest- und Folkmusik Ende der 1960er Jahre. In den frühen 80er Jahren wurde dieser Deutschfolk durch die Neue Deutsche Welle verdrängt und geriet in Vergessenheit.
Bereits 1954 und 1962 war die Dokumentation Deutsche Volkslieder demokratischen Charakters aus sechs Jahrhunderten von Wolfgang Steinitz in der DDR erschienen, der als wichtigster Wegbereiter der modernen Folkmusikszene Deutschlands gilt.
Im Ostteil Deutschlands entstand die moderne Folkmusikszene in der Mitte der 1970er Jahre. Folktanz wurde ein Mitmach-Volkstanz, der zum massenwirksamen Zweig der DDR-Folkszene avancierte. Die Tanzpaare führten zu den Erklärungen eines Tanzmeisters dem tanzwilligen, aber nicht kundigen Publikum Schritte und Tanzfiguren vor. Übernommen wurde dieses Prinzip von der ungarischen Tanzhaus-Bewegung.
Ab 1974 tourte die irische Band Sands Family regelmäßig durch den Ostens Deutschlands. Die 1976 gegründeten Folkländer gelten als eine der ersten Folkbands der DDR. Wichtiges nationales und internationales Musikereignis war das Festival des politischen Liedes, bei dem auch die nationale und internationale Folkmusik einen festen Bestandteil bildete – Auftritte so von Mikis Theodorakis, Mercedes Sosa, Pete Seeger und Michelle Shocked. Das Festival fand zwischen 1970 und 1990 jährlich in Ost-Berlin statt. 
In Rudolstadt wurde erstmals 1955 das Fest des deutschen Volkstanzes veranstaltet. Parteipolitisch vereinnahmt – zum Beispiel als Gegenpol zu amerikanischen Einflüssen wie Jazz und Rock & Roll – war das Fest bis zur Wende vor allem eine Plattform folkloristischer Traditionen Osteuropas. Anfang der 1990er fand eine Neuausrichtung zum internationalen Folk statt und das Tanz- und Folkfest Rudolstadt entwickelte sich danach zum wichtigsten Festival für Folk- und Rootsmusik in Deutschland mit großer internationaler Bedeutung. Neben dem hier vergebenen RUTH sind Eiserner Eversteiner und Creole wichtige nationale Preise der Folkmusik.
Die ersten deutschen Folkfestivals waren die Burg-Waldeck-Festivals. Glatt & Verkehrt ist ein seit 1997 stattfindendes Festival, das jährlich Ende Juli in Krems, Spitz und Göttweig stattfindet. Das Festival wird von Ö1 mit veranstaltet und übertragen. Weitere Folk-Veranstaltungen in Österreich sind das Musikfest in Waidhofen an der Thaya, die Folkfestivals in Mistelbach, Hallein, Amaliendorf (Wackelsteinfestival) und Kremsmünster – letzteres als Podium für die Bordunszene.
Erst allmählich begann in Deutschland ein reflektierter Umgang mit der eigenen Tradition. MIAs Hit Was es ist von 2003 und die daran anschließende Kontroverse sind ein Beispiel dafür, das Entstehen der Stilrichtung Deutschfolk seit den 1970er Jahren und ihr Revival im 21. Jahrhundert ein weiteres. Fester Bestandteil der Musikszene sind Volkstanzabende oder der Bal Folk.
In Deutschland gibt es neben der Folkmusik in der hochdeutschen Sprache auch Interpreten und Folkbands, die in Dialekten (Biermösl Blosn) und Vorgängersprachen (wie Ougenweide), in Jiddisch (Zupfgeigenhansel), in Nordfriesisch (Knut Kiesewetter) singen oder sangen. Vor allem wurden aber Folktitel in Niederdeutsch veröffentlicht, etwa von Knut Kiesewetter, Hannes Wader, Fiede Kay, Godewind, De Plattfööt und Malbrook. Gruppen wie Strömkarlen schlagen mit Neuvertonungen zu althochdeutschen Texten oder Texten der Edda eine Brücke in die Vergangenheit.